# Пришвин, Андрей Сергеевич
Андре́й Серге́евич При́швин (1907—1978) — русский советский писатель-прозаик, журналист. Член Союза писателей СССР (1949). Племянник М. М. Пришвина.

## Биография
Родился 17 (30) ноября 1907 года в селе Ищеино Лебедянского уезда Тамбовской губернии (ныне Краснинского района Липецкой области) в семье земского врача Сергея Михайловича Пришвина (1975—1919) — младшего брата известного советского писателя М. М. Пришвина (1873—1954). Раннее детство провёл в селе Борисовка того же уезда. Когда ему было четыре года, родители развелись и он пеерехал на Кавказ вместе с отцом, а когда тот ушёл в 1914 года на фронт, поселился у бабушки в Хрущёво-Лёвшино. После смерти отца от сыпного тифа в 1919 году вернулся в Борисовку к матери, где она работала фельдшерицей. Отчим Алексей Васильевич Иванов трудился учителем в местной школе..
В 1927 году, окончив девятилетку № 2 с педагогическим уклоном школу г. Козлов, некоторое время учительствовал в с. Лебяжье, затем поступил на археологический факультет 1-го Московского университета, но проучившись два года, из-за материальных затруднений не смог его окончить и уехал на заработки в Сибирь. Работал в Анжеро-Судженске забойщиком на шахте, затем сезон на рыбных промыслах на острове Рейнеке под Владивостоком. Вернувшись в Борисовку, решил посвятить себя журналистике. Работал в редакциях газет «За коллективизацию» (Москва), «Коммунист Таджикистана» (Сталинабад) и «Сталинградская правда». В 1940 году, после того как его жену Веру Евгеньевну — кандидата медицинских наук — направили на Дальний Восток, поехал с ней. На протяжении 20 лет с семьёй жил в Хабаровске.
Работал в газете «Тихоокеанская звезда» (сначала литературным сотрудником, а затем заместителем главного редактора). В 1943 году вступил в ВКП(б). В 1948—1955 годах — главный редактор журнала «Дальний Восток». С 1949 года член Союза писателей СССР (по рекомендации А. С. Серафимовича и Л. Н. Сейфуллиной. Избирался членом Хабаровского крайкома КПСС.
В 1961 году приглашён в Москву на должность главного редактора журнала «Молодая гвардия», однако через 2 года вынужден оставить эту работу из-за болезни.
Умер 6 марта 1978 года в Москве.

## Творчество
Первый рассказ «Иваси» был напечатан в журнале «Красная нива» в марте 1931 года. Публиковался также в журнале «Юный натуралист». Повести «На берегу Зеи» (1948, переведена на болгарский, немецкий и польский языки), «Солнечная зима» (1951), «Хозяйка таёжной речки» (1960) рассказывают о жизни тружеников дальневосточного края. В журнале «Дальний Восток» опубликованы его рассказы, затрагивающие проблемы возрождения послевоенного села: «Задача», «У костра», «Правила жизни», повесть «Большие пути» и другие. Роман «Юность не умирает!» (1962) написан в форме воспоминаний и его тема — возникновение и развитие новых отношений в деревне. В 1975 году вышла книга воспоминаний Андрея Пришвина «Вечные строки» о дяде – писателе Михаиле Пришвине. 

### Книги
- На берегах Зеи: повесть. — Хабаровск: Дальгиз, 1948. — 256 с.

- А. Пришвин. На брега на Зея (болг.) / Прев. от рус. Кирила Ан. Георгиева. — София: Народна култура, 1951. — 188 с.
- A. Priszwin. Na brzegu Zei (пол.) / Tłum. Nina Kaliszowa. — Warszawa: M-wo obrony narodowej, 1952. — 217 с.
- Andrei Prischwin. Frühling im Frieden (нем.) / Übers. von Marie Seeberg. — Rostock: Hinstorff, 1954. — 248 S.

- Солнечная зима: повесть. — Хабаровск: Дальгиз, 1951. — 255 с.
- Ветер родных полей: повести. — М.: Сов. писатель, 1958. — 454 с.
- Правда жизни: Повести и рассказы. — Хабаровск: Кн. изд-во, 1958. — 328 с.
- Хозяйка таёжной речки: повесть. — М.: Молода гвардия, 1960. — 206 с.
- Юность не умирает!: роман. — М.: Молодая гвардия, 1964. — 396 с.
- Мечта непойманная : Повесть. — Хабаровск: Кн. изд-во, 1971. — 152 с.
- Вечные строки: Воспоминания о встречах с М. М. Пришвиным.. — Хабаровск: Кн. изд-во, 1975. — 96 с.
- Жизнь как жизнь: роман. — М.: Советский писатель, 1983. — 295 с.

## Награды
- Орден Трудового Красного Знамени (29.11.1957) — за заслуги в развитии советской литературы и в связи с 50-летием со дня рождения[4]